# 伊勢治書店
伊勢治書店（いせじしょてん） は、神奈川県小田原市に本社を置く日本の書店である。

## 概要
書籍販売のほか文房具などの販売も行っている。また、本店ではギャラリー（ギャラリー新九郎）を設置していた（2015年12月に閉鎖）。
神奈川県西湘地域を中心に一般店を5店舗、外商センターを1店舗を営業していたが、2015年12月にトーハンとの間で合弁会社「株式会社伊勢治書店（新社）」を設立し、ダイナシティ店とブックプラザ伊勢治外商センター、外商センターについて事業譲渡を行っている。

## 沿革
- 1680年（延宝8年） - 創業。

## 主な店舗・事業所
- 本店（神奈川県小田原市、後に文房具専門店になるも、現在閉店）
- 外商センター（小田原市）
- ダイナシティ店（小田原市 - ショッピングモールダイナシティ (ショッピングセンター)ウェストで営業）
- ブックプラザ伊勢治（小田原市 - ショッピングモールダイナシティ (ショッピングセンター)イーストで営業）
- 二宮店（中郡二宮町、現在閉店）
- 辻堂店（藤沢市）